# Drochia
Drochia es una comuna y localidad de Moldavia, centro administrativo del distrito (raión) homónimo.

## Geografía
Se encuentra a una altitud de 214 m s. n. m. a 179 km de la capital nacional, Chisináu.

## Demografía
En el censo 2014 el total de población de la localidad fue de 13 150 habitantes.